# Zoltán Petőfi
Zoltán Petőfi (Debrecen, 15 de desembre de 1848 - Pest, 5 de novembre de 1870) va ser un poeta i actor hongarés.
Fill de Sándor Petőfi i de Júlia Szendrey, després de la mort del pare va viure amb l'avi matern a Erdőd, i poc després a Pest amb el padrastre, l'historiador Árpád Horvát. El 1865 va començar els estudis superiors al col·legi luterà de Szarvas. Aviat el seu oncle István Petőfi el va cridar a Csákó (possessió de Kondoros) i durant un breu temps el tingué al seu càrrec. El 1867 va tornar a Debrecen, va deixar els estudis i, seguint els passos de son pare, es va unir a una companyia de teatre com a actor, amb un salari escàs; però el seu cos dèbil no va poder suportar la vida desordenada i l'abús de l'alcohol, s'adormia als assaigs, i el director, que el consentia per ser el fill de Sándor Petőfi, per la seua malaptesa i la veu ronca només li confiava papers insignificants. Per fi va emmalaltir greument de tuberculosi, i va passar el seu darrer estiu prenent banys curatius a Gleichenberg, on es va recuperar una mica; però, tornat a Pest, als pocs mesos va recaure i va morir, faltant-li poc per als vint-i-dos anys. Va ser enterrat al costat dels seus en el cementeri Kerepesi.

## Obres
Els seus poemes, entre ells un de comiat a la mort de Szalay el 1864, van aparéixer en diverses revistes: Vasárnapi Ujság, Szilágy, Egyetértés. Gyula Kéry, en la seua biografia i catalogació de les obres dels Petőfi (A Petőfi-ház története és katalógusa, Budapest, 1911), en va donar a conéixer diversos manuscrits.